# Karl David Ilgen
Karl David Ilgen, född den 26 februari 1763 i Sehna vid Eckartsberga, död den 17 september 1834 i Berlin, var en  tysk skolman.
Ilgen blev 1794 professor i orientaliska språk vid universitetet i Jena och 1799 professor i teologi där, varefter han 1802–1831 var rektor vid landsskolan i Pforta. Han gjorde sig bemärkt som filolog genom utgivandet av Hymni homericicum reliquis carminibus minoribus Homero tributi solitis et Batrachomyomachia (1796), Scholia, hoc est carmina convivalia græcorum (1798) och Animadversiones philologicæ et criticæ in carmen virgilianum, quod Copa inscribitur (1821). Som teologisk skriftställare väckte han på sin tid uppseende genom de frimodiga forskningar han framlade i arbetena De Jobi antiquissimi carminis hebraici natura et virtutibus (1789) och Die Urkunden des jerusalemischen Tempelarchivs in ihrer Urgestalt (1798).